# Vision Research
Vision Research ist ein wissenschaftliches Magazin, das sich mit der Neurobiologie und Physiologie des visuellen Systems bei Menschen und Tieren beschäftigt. Das Journal wird vom niederländischen Verlagshaus Elsevier verlegt und wurde erstmals 1961 veröffentlicht.
Das Magazin hat einen aktuellen Impact Factor, als Maß für die durchschnittliche Zahl an Zitationen pro veröffentlichtem Artikel, von 1,776 im Jahr 2015 und einen durchschnittlichen 5-Jahre-Faktor von 2,313.